# 五點幫
五點幫（英語：Five Points Gang），又譯五角幫，是一個19世紀和20世紀初的犯罪組織，主要是意大利裔美國人出身，駐紮在紐約市曼哈頓的第六區（五點）。在19世紀初，該地區首先以愛爾蘭移民幫派而聞名。他們的後代逐漸遷出，被接下來的移民駐紮。
保羅·凱利，出生名為Paolo Antonio Vaccarelli，是一名意大利裔美國人，他成立了五點幫，這是在二十世紀頭二十年的主要街頭幫派之一。多年來，凱利招募年輕人，他們後來成為著名的罪犯，例如強尼·托里奧、艾爾·卡彭和查理·盧西安諾。

## 五點

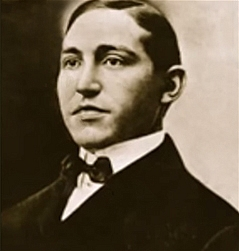
保羅·凱利，五點幫的創立人

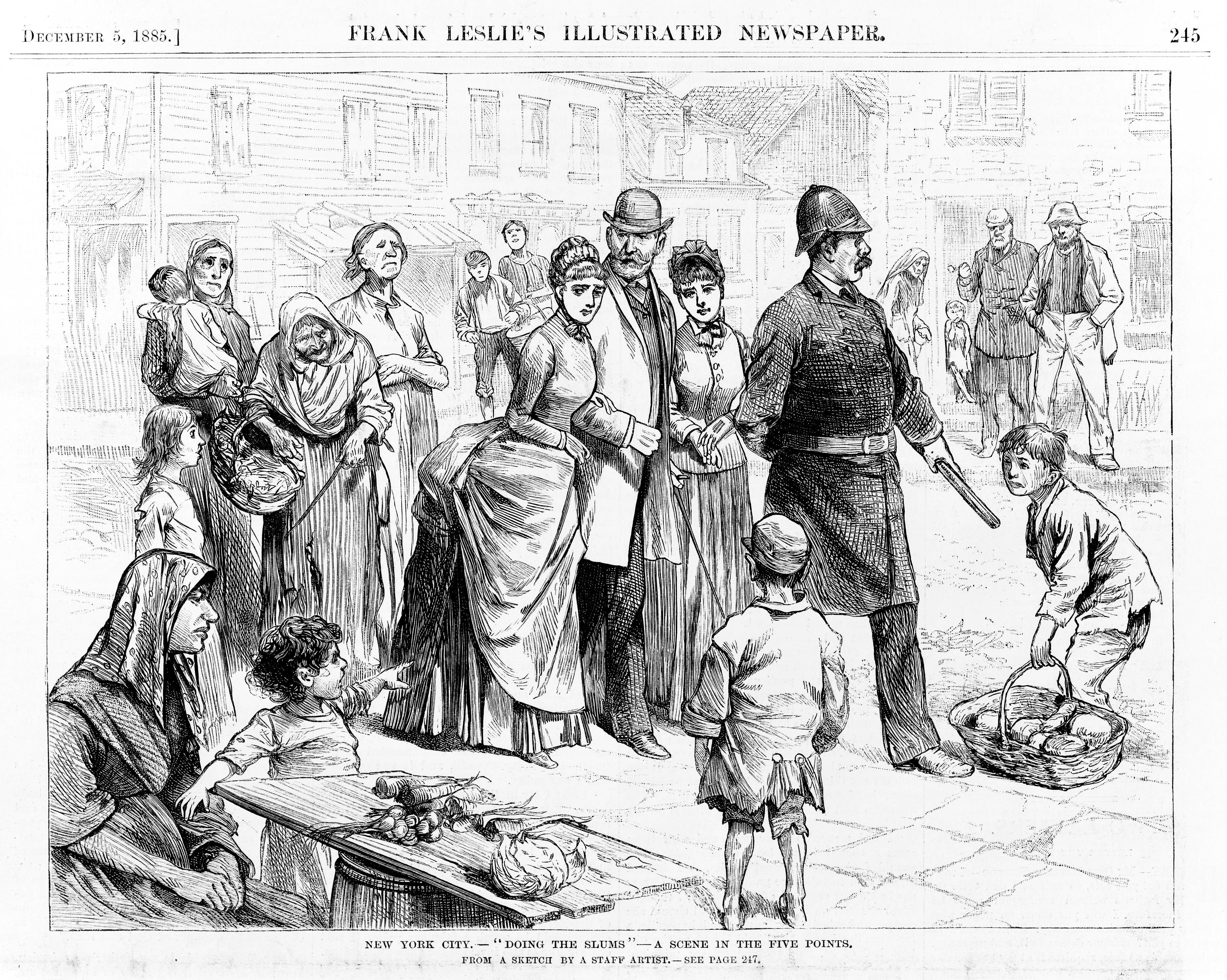
一張在1885年經過五點的貧民窟參觀的素描

曼哈頓的四個街道–安東尼街（現在是窩扶街）（ Anthony〔Worth〕）、十字街（Cross，現在是莫斯科街〔Mosco〕），橙色街（Orange，現在是巴士特街〔Baxter〕）和小水街（Little Water，現在已不存在）–彙聚而被稱為「五點」。茂比利街，臭名昭著的貧民窟住宅，是在五點下面的一條街。這個區域現在唐人街的位置，位於百老匯和包厘街之間。到了1820年代，這個地區已經成為貧困移民的安置中心，也被認為是一個「貧民窟」區域。
賭博場所和妓院在五點區域的數目眾多，被認為是一個危險的目的地，許多人都被行凶搶劫，特別是在夜間。1842年，查爾斯·狄更斯參觀了該區域，並對在劣質住房的惡劣生活狀況感到震驚。
到了1870年代，一波意大利和東歐猶太移民湧入該區域。犯罪幫派完全控制從不法活動中獲得的收入。愛爾蘭幫派，例如威奧斯幫，取代了奇切斯特幫。蒙克·伊士曼的伊士曼收錢者有很多都是愛爾蘭成員。
2002年的電影《紐約風雲》以五點區域作背景。

## 起源
意大利裔美國人保羅·凱利（本名Paolo Antonio Vaccarelli），成立了五點幫，主要由意大利人組成。在幫派的晚年，凱利的第二把手強尼·托里奧，協助在美國形成國家犯罪集團。五點幫有殘忍的聲譽，在與敵對幫派的戰鬥中，他們經常會戰鬥到死為止。凱利和托里奧招募來自紐約其他幫派的成員加入五點幫組織。艾爾·卡彭來自詹姆斯街（James Street）的幫派，後來將領導芝加哥犯罪集團。托里奧是第一個在芝加哥建立他風格的非法勾當，並招募卡彭加入他那裡。查理·「幸運」·盧西安諾也加入了五點幫，後來他被認為是國內最強大的犯罪分子。

## 勢力崛起
隨著五點幫變得更有經驗，凱利和他的副官看到可透過在選舉投標中支持腐敗的政治家以賺取金錢。透過威脅選民，偽造選民名單和填滿投票箱，幫派幫助了坦慕尼協會時代的城市官員保留勢力。在20世紀轉變期，五點幫成員的唯一競爭對手是來自蒙克·伊士曼的幫派。
競爭對手爭吵着聲稱在曼哈頓下東城的地盤被剝奪。在1901年，五點幫成員在伊士曼的腹部射殺他，但他活了下來。不久，他的其中一個成員殺了一個五點幫成員以報復。到1903年，仇恨逐步升級，兩個幫派公開參與鬥爭。在一個事件中，凱利，托里奧和50名五點幫成員與伊士曼幫派的同樣大小的隊伍發生了槍戰。警方呼籲現場的人從戰鬥中撤退，持續了幾個小時。三人被殺，許多人在戰鬥中受傷。當警察終於掌握情況時，他們逮捕了伊士曼，但他在監獄裡只呆了幾個小時。在伊士曼發誓他是無辜後，一個受坦慕尼協會控制的法官便釋放了他。

公眾對街上的戰鬥感到憤怒。一位名為Tom Foley的坦慕尼協會代表促使凱利和伊士曼和解，並告訴他們，如果他們不解決邊界爭端，他們都不會得到任何政治保護。他們在短時間內恢復了和平，但在兩個月內，暴力再次出現。官員促使這兩名頭目和好，但要求他們在拳擊比賽中挑戰對方，贏出的幫派就可取得這個有爭議的地盤。

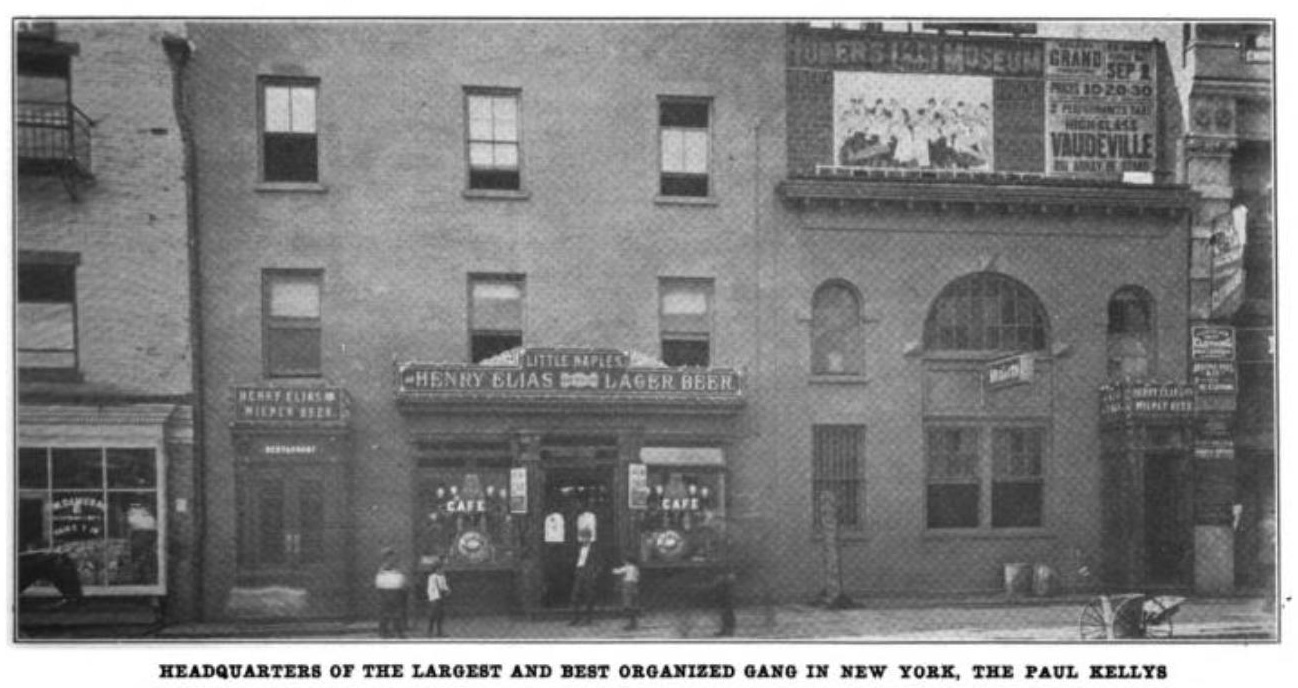
The New Brighton/Little Naples Cafe，保羅·凱利的五點幫成員的主要會所。

在指定日期，雙方數百名的人在布朗克斯的一間廢棄房子會面。伊士曼和凱利打了兩個小時。凱利在他年輕的時候曾是個拳擊手，曾說在比賽早期中做好表現，但伊士曼是一名高大的人，並且兇猛地打鬥。在比賽結束時，兩人都沒有被擊倒，比賽宣佈打成平局。幫派領袖告訴他們的人，他們仍在戰爭中。
在這一點上，坦慕尼協會的老大們決定支持五點幫，並撤銷對伊士曼和他的幫派的任何法律或政治幫助。在1904年，伊士曼被一名阻擾搶劫中的警察而毆打到失去知覺。伊士曼被判有罪，並判處在新新懲教所10年徒刑。他的繼任人Max "Kid Twist" Zwerbach在1908年被五點幫的成員謀殺，伊士曼的幫派成員也開始崩潰。

## 最後幾年
保羅·凱利在他的其中一個夜總會中發生槍戰，被他的兩個副官詹姆斯·T·艾里森和Pat "Razor" Riley射殺三次後，他倖存下來。坦慕尼協會的壓力使他在這次事件後保持低調。他更多時參與新興的工會勾當。他於1936年因自然原因死亡。
逐漸地，黑手黨幫派接手了以前由五點幫控制的勾當和犯罪活動。前五點幫成員，例如托里奧、卡彭和盧西安諾成為新集團的領導者，並在全國性和國際性的基礎上擴大其業務。隨著第18修正案和沃爾斯泰德法於1920年制定的禁酒令，非法私酒的利潤成為了黑手黨家族的巨大收入來源。